# Asami Sugiura

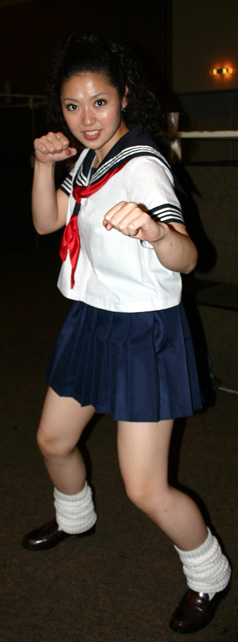
Asami auf dem Weekend Of Horrors im Mai 2011 in Bottrop

Asami Sugiura (jap. 杉浦 亜紗美, Sugiura Asami; * 19. August 1985 in der Präfektur Tokio, Japan), meist nur als Asami, aber auch Asami Miyajima, ist ein japanisches Model, Schauspielerin und eine ehemalige Pornodarstellerin.

## Karriere
Ihren ersten Auftritt in einem Film hatte Asami mit 19 Jahren in dem Film Kiss me or kill me: Todokanakute mo Aishiteru, unter der Regie von Naoyuki Tomomatsu. Im März 2005 folgte ein erster erotischer Auftritt in Wash Me!. Daraufhin bekam sie April 2005 die Hauptrolle in dem Porno-Film In Love.
Der Durchbruch gelang ihr Februar 2006 als Hauptdarstellerin in dem Film Oira Sukeban unter der Regie von Noboru Iguchi, in dem sie einen Jungen mit einem weiblichen Gesicht verkörpert, der an einer Mädchenschule angenommen wird. Anschließend folgte ein Auftritt in Noboru Iguchis Splatterfilm The Machine Girl, in dem sie die Miki verkörpert.
Für ihren Auftritt in dem Pink-Film Joshū Ayaka: Itaburi Mesu Chōkyō wurde sie mit dem 3. Platz als Beste Schauspielerin beim Pink Grand Prix 2008 ausgezeichnet. 2009 gewann sie den Award als beste Schauspielerin für ihre Rolle in Sanbiki no Dorei.

## Filmografie (Auswahl)
- 2005: Kiss me or kill me: Todokanakute mo Aishiteru (Kiss me or kill me 届かなくても愛してる) von Naoyuki Tomomatsu
- 2005: Joshū Ayaka: Itaburi Mesu Chōkyō (女囚アヤカ　いたぶり牝調教) von Naoyuki Tomomatsu
- 2005: Mikosurihan Gekijō: Namashibori Super DX (みこすり半劇場　生搾りスーパーDX) von Takao Nakano
- 2006: Oira Sukeban (おいら女蛮) von Noboru Iguchi
- 2008: The Machine Girl (片腕マシンガール, Kataude Mashin Gāru) von Noboru Iguchi
- 2008: Akambo Shōjo / Tanami: The Baby’s Curse (赤んぼ少女) von Yūdai Yamaguchi
- 2008: Shin Kankin Tōbō: Gekijō-ban (新・監禁逃亡 劇場版) von Daisuke Gotō
- 2008: Akiballion (アキバリオン) von Motoharu Takauji
- 2008: Terminator Zan Kill von Jirō Ishikawa
- 2009: Hajirai Machine Girl (hajiraiマシンガール) von Noboru Iguchi
- 2009: Robo Geisha (ロボゲイシャ) von Noboru Iguchi
- 2010: Gothloli Shokeinin / Gothic & Lolita Psycho (ゴスロリ処刑人) von Gō Ohara
- 2010: Sentō Shōjo: Chi no Tekkamen Densetsu (戦闘少女 血の鉄仮面伝説) von Noboru Iguchi, Yoshihiro Nishimura und Tak Sakaguchi
- 2010: Yoshie Zero: Sentō Shōjo Gaiden (YOSHIE ZERO 戦闘少女外伝) von Noboru Iguchi
- 2010: Bakuhatsu! Sukeban Hunters – Sōkatsu Nagurikomi Sakusen　/ Yakuza Busting Girls: Final Death Battle (爆発！スケ番☆ハンターズ 〜総括殴り込み作戦〜) von Kazushi Nakadaira
- 2010: Gyakushū! Sukeban Hunters – Jigoku no Kettō　/ Yakuza Busting Girls: Duell in Hell (爆発! スケ番☆ハンターズ　〜総括殴り込み作戦〜) von Shin’ichi Okuda
- 2011: Kareinaru Erogami-ke no Ichizoku: Shinsō Reijō wa Denki Shitsuji no Yume o Miru ka (華麗なるエロ神家の一族 深窓令嬢は電気執事の夢をみるか) von Naoyuki Tomomatsu
- 2011: Helldriver (ヘルドライバー) von Yoshihiro Nishimura
- 2012: Rape Zombie: Lust of the Dead (レイプゾンビ LUST OF THE DEAD) von Naoyuki Tomomatsu
- 2012: Moratorium (モラトリアム) von Takashi Hirose (Kurzfilm)
- 2013: Dead Sushi (デッド寿司) von Noboru Iguchi
- 2014: Nyotaijū: Gun Woman (女体銃 ガン・ウーマン) von Kurando Mitsutake
- 2016: Karate Kill (カラテ・キル) von Kurando Mitsutake
- 2017: Brutal (ブルータル) von Takashi Hirose